# اندرو گری (فیزیکدان)
اندرو گری (انگلیسی: Andrew Gray؛ زاده ۲ ژوئیه ۱۸۴۷ درگذشته ۱۰ اکتبر ۱۹۲۵) یک دانشمند، فیزیکدان و ریاضیدان اسکاتلندی بود.